# Cantó de Maignelay-Montigny

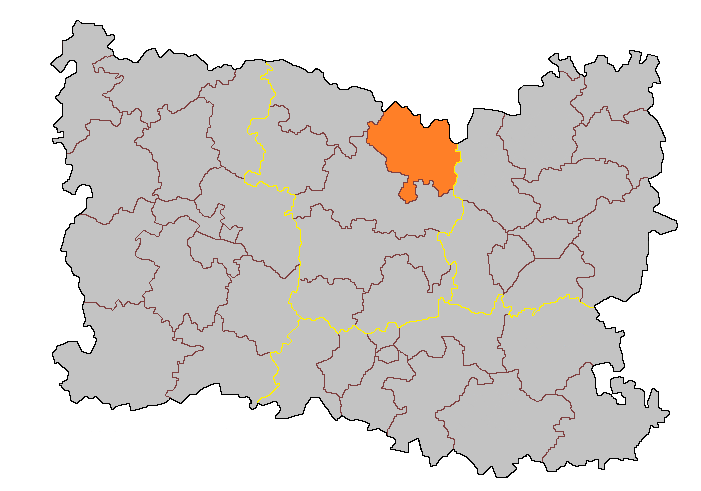
Mapa de situació del cantó.

El cantó de Maignelay-Montigny és un cantó francès del departament de l'Oise, situat al districte de Clermont. Té 20 municipis i el cap és Maignelay-Montigny.

## Municipis
- Coivrel
- Courcelles-Epayelles
- Crèvecœur-le-Petit
- Domfront
- Dompierre
- Ferrières
- Le Frestoy-Vaux
- Godenvillers
- Léglantiers
- Maignelay-Montigny
- Ménévillers
- Méry-la-Bataille
- Montgérain
- Le Ployron
- Royaucourt
- Sains-Morainvillers
- Saint-Martin-aux-Bois
- Tricot
- Wacquemoulin
- Welles-Pérennes

## Història
| Data d'elecció                           | Identitat            | Partit           | Qualitat |
| ---------------------------------------- | -------------------- | ---------------- | -------- |
| 1945-1963                                | Jean-Marie Berthelot | SFIO             |          |
| 1963-1964                                | Louis Debove         | Sense etiqueta   |          |
| 1964-1985                                | Marcel Ville         | PSU, després PS  |          |
| 1986-                                    | Patrice Fontaine     | RPR, després UMP |          |
| les dades anteriors no són pas conegudes |                      |                  |          |
|                                          |                      |                  |          |

## Demografia
| A partir de 1990: Població sense dobles comptes |